# Анрі Монно
Анрі Монно (фр. Henri Monnot, 27 липня 1866 — 23 лютого 1933) — французький яхтсмен.
Бронзовий призер Олімпійських Ігор 1900 року в першому запливі в класі 0,5—1,0 тонна.